# Selección femenina de fútbol de Burkina Faso
La selección nacional femenina de fútbol de Burkina Faso representa al país en el fútbol femenino internacional. Está regida por la Federación Burkinabe de Fútbol. El primer partido se disputó el 2 de septiembre de 2007 en Uagadugú contra Níger y ganó 10-0, su mejor resultado hasta la fecha. Sus siguientes partidos fueron contra Níger (5-0) y Mali (2-4).
En la clasificación para el Campeonato Africano Femenino de 2014 contra Ghana, Burkina Faso perdió por un global de 6-0. Túnez les ganó por un global de 2-0 en la Clasificación para la Copa Africana de Naciones Femenina 2018. El empate entre Burkina Faso y Gambia en la fase de clasificación de 2018 fue un empate global de 3-3; Gambia ganó 5-3 en la tanda de penaltis.
La selección nacional de fútbol femenina de Burkina Faso juega sus partidos como local en el Estadio del 4 de Agosto.

## Historia
Su primer partido oficial tuvo lugar el 2 de septiembre de 2007 contra Níger en Uagadugú. Burkina Faso se clasificó para la primera gran competición de su historia al ganar la segunda ronda de clasificación para la Copa Africana de Naciones Femenina de 2022 contra Guinea-Bisáu el 23 de febrero de 2022.

En el año 2025 participó de la Clasificación para la Copa Africana de Naciones Femenina 2026 superando la primera ronda y avanzado a la segunda Fase.

## Participaciones
| Año         | Participación |
| ----------- | ------------- |
| 1991 a 2023 | no participó  |